# Geografia del Montenegro

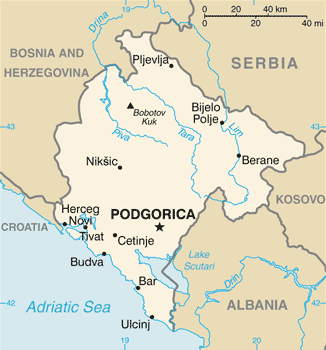
Mappa del Montenegro

La Repubblica del Montenegro (in montenegrino: Црна Гора, Crna Gora, che significa "montagna nera") è un piccolo stato montuoso dei Balcani sud-occidentali, che confina con la Croazia, la Bosnia ed Erzegovina, la Serbia, il Kosovo, l'Albania e il Mare Adriatico.

## Caratteri
Il Montenegro è uno stato sia continentale, che costiero che montuoso. Esistono quattro tipi di clima, con una varietà di cambiamenti microclimatici, che vanno dal clima subtropicale a quello subpolare; questi climi si alternano grazie ai venti africani che vanno verso nord e dai fronti polari che si muovono verso sud.
Nel Montenegro ci sono 40 laghi, e l'80% del territorio è coperto da foreste, pascoli naturali e prati. Le 2.833 specie e sub specie di piante che crescono solo sullo 0,14% del territorio dell'Europa che appartiene al Montenegro, costituiscono quasi un quarto della flora europea.
Il Montenegro è il Paese delle rarità naturali, che si manifestano nelle quattro regioni geografiche differenziate all'interno dei suoi confini.

### La costa
Il Montenegro, nella sua "faccia" mediterranea, presenta un forte contrasto con le altre tre regioni.
La larghezza del Mar Adriatico è massima tra il Montenegro e l'Italia meridionale (circa 200 km), e quella parte dell'Adriatico è allo stesso tempo il punto più profondo (situato a 1.330 metri), a sud ovest delle Bocche di Cattaro.
La lunghezza della costa è di 293,5 km, dei quali 52 sono spiagge. Le spiagge montenegrine sono una stretta striscia di terra (2–10 km di larghezza) separata dall'interno del Paese dalle alte montagne calcaree di Rumija, Sutorman, Orjen, e Lovćen. La costa è molto frastagliata, con numerose baie, la maggiore delle quali è rappresentata dal complesso delle Bocche di Cattaro.

### Pianure rocciose
Nelle zone calcaree del Montenegro ci sono speciali regioni geomorfologiche, in completo contrasto con quelle della costa. In queste regioni la flora e la fauna sono molto scarse, ma possono essere trovate anche strisce di terra fertile delle depressioni carsiche - polja - e nei buchi craterici - vrtače.
Il calcare drena le acque, così anche le più abbondanti piogge apportano solo pochi effetti in questa zona.
Nella regione si trova il Parco Nazionale di Lovćen.

### La depressione centrale
Il lago di Scutari, la fertile pianura Zeta con la valle del fiume Zeta, come anche la zona di Nikšić comprendono la terza zona morfologica del Montenegro, formata da depressioni e pianure (l'unica zona pianeggiante del Paese).
L'altitudine media della pianura è di 40 m nella parte settentrionale, mentre la pianura di Nikšić, che fa parte di essa, è posta a 500 metri in media.
La fertile depressione lungo le valli è il luogo ideale per gli insediamenti umani, infatti la pianura Zeta e la zona di Nikšić hanno la massima concentrazione di popolazione del Montenegro; le due maggiori città della nazione, Podgorica e Nikšić, sorgono proprio in queste pianure.
In quest'area sorge anche il Parco Nazionale del Lago di Scutari.

### Le alte montagne
Il nord del Montenegro è una regione di alte montagne calcaree. Dalle pianure poste a 1.700 metri d'altitudine, si innalzano vaste catene montuose alte più di 2.000 metri (Durmitor, Bjelasica, Komovi). Queste catene sono ricche di pascoli, foreste e laghi di montagna, il cui numero in tutto il Montenegro è 29. I fiumi Piva, Tara, Morača, Ćehotina e i loro affluenti hanno scavato stretti canali nella roccia calcarea, i canyon, la cui bellezza è unica. Per grandezza, il canyon della Tara è il secondo del mondo.
In questa regione ci sono due magnifici parchi nazionali: Biogradska Gora e Durmitor.

## Clima
I contrasti che esistono nella topografia sono strettamente legati al clima. Mentre sulla zona costiera prevale il clima mediterraneo, nelle terre interne, anche a piccola distanza dal mare, prevale il clima continentale. Le Alpi Dinariche (Orjen, Lovćen e Rumija) si innalzano già a partire dalla costa, e impediscono la penetrazione del clima mediterraneo nelle terre interne prossime al mare. Le temperature medie nella zona costiera in luglio sono tra 23,4 °C e 25,6 °C. Le estati sono solitamente lunghe e secche, mentre gli inverni sono brevi e miti. Nella valle del fiume Bojana ci sono ondate di calore intenso che giungono fino a Podgorica, rendendola la città più tiepida del Montenegro e una delle più calde dei Balcani.
Nel Montenegro centrale, nelle regioni delle pianure di Zeta e Bjelopavlića, le temperature di luglio sono intorno ai 26,4 °C a Podgorica e 25,4 °C a Danilovgrad. Il massimo assoluto può talvolta raggiungere i 40 °C. La temperatura media di gennaio è di 5 °C, con un minimo assoluto di -10 °C.
Nella regione delle alte montagne calcaree, il clima è tipicamente subalpino, con inverni freddi e nevosi ed estati miti. Mentre lungo la costa montenegrina e nel bacino del lago di Scutari la neve sono una rarità, sul Monte Durmitor possono avvenire precipitazioni nevose anche di 5 metri. Nelle parti settentrionali della nazione, e in particolare sulle alte montagne, a causa della bassa evaporazione, la neve resta per diversi mesi, e in alcuni luoghi anche per l'intero anno.

### Suddivisioni del Montenegro
Il Montenegro è diviso amministrativamente in 21 comuni.

### Principali città del Montenegro
- Podgorica (capitale; 136.473 abitanti)
- Nikšić (58.212)
- Pljevlja (21.377)
- Bijelo Polje (15.883)
- Castelnuovo (16.493)
- Berane (11.776)

L'ex capitale reale e la sede del trono è Cettigne.

## Punti estremi
- A nord: 43°32' N, 18°58' E (Mocevici, comune di Pljevlja)
- A sud: 42°50' N, 19°22' E (Mala ada, comune di Dulcigno)
- A est: 42°53' N, 20°21' E (Jablanica, comune di Rožaje)
- A ovest: 42°29' N, 18°26' E (Prijevor, comune di Castelnuovo)
- Cima più alta: Bobotov Kuk (Durmitor) - 2.522 m

## Dati
- Coordinate geografiche: 42°30′N 19°18′E
- Area totale: 14.026 km²
  - Terra: 13.812 km²
  - Acque: 214 km²
- Popolazione: 620.145 (2003); 630.548 (stima del 2004)
- Lunghezza della costa: 293,5 km
- Lunghezza dei confini internazionali: 625 km (totali)
  - con la Croazia: 14 km
  - con la Bosnia ed Erzegovina: 225 km
  - con la Serbia: 203 km
  - con l'Albania: 172 km
- Terre coltivate: 517.153 ha
- Utilizzo delle terre:
  - Terre arate: 13,7%
  - Raccolti permanenti: 1%
  - Altro: 85.3%
- Area - comparazione: poco più grande del Trentino-Alto Adige
- Punti estremi:
  - Punto più basso: Mare Adriatico - 0 m
  - Punto più alto: Bobotov Kuk - 2.522 m